# Жук Віктор Васильович
Жук Віктор Васильович (нар. 1 квітня 1937 в селі Ружичанка, Хмельницька область — †04.2002.) — член КПУ; кол. народний депутат України. Одружений, має 3 дітей.
Освіта: Львівський сільськогосподарський інститут, інженер-механік.
Обраний народний депутат України 4-го скликання з 04.2002 від КПУ, № 47 в списку. На час виборів: консультант фракції КПУ у Верховній Раді України, член КПУ.
Народний депутат України 12(1)-го скликання з 03.1990 (1-й тур) до 04.1994, Сторожинецький виб. окр. № 436, Чернівецька область. Член Комісії з питань будівництва, архітектури та житлово-комунального господарства. Група «За радянську суверенну Україну».
- З 1954 — студент Львівського сільськогосподарського інституту.
- З 1959 — старший економіст-плановик, інженер-контролер, зав. рем. майстерні рем.-тех. станції, с. Клішківці Хотинського р-ну Чернів. обл.
- З 1963 — зав. рем. майстерні, гол. інж., кер. Мамалашського відд. «Сільгосптехніки», Новоселицький р-н.
- З 1973 — секретар, другий секретар Новоселицького райкому КПУ.
- 1980 — інструктор відділу оргпартроботи Чернівецького обкомку КПУ.
- З 1980 — гол. виконкому, Сторожинецька райрада нар. деп.
- 1983—1991 — перший секретар Сторожинецького райкому КПУ.

Ордени Труд. Черв. Прапора, «Знак Пошани».

## Джерело
- ВРУ [Архівовано 11 червня 2012 у Wayback Machine.]